# Hans Kemmer

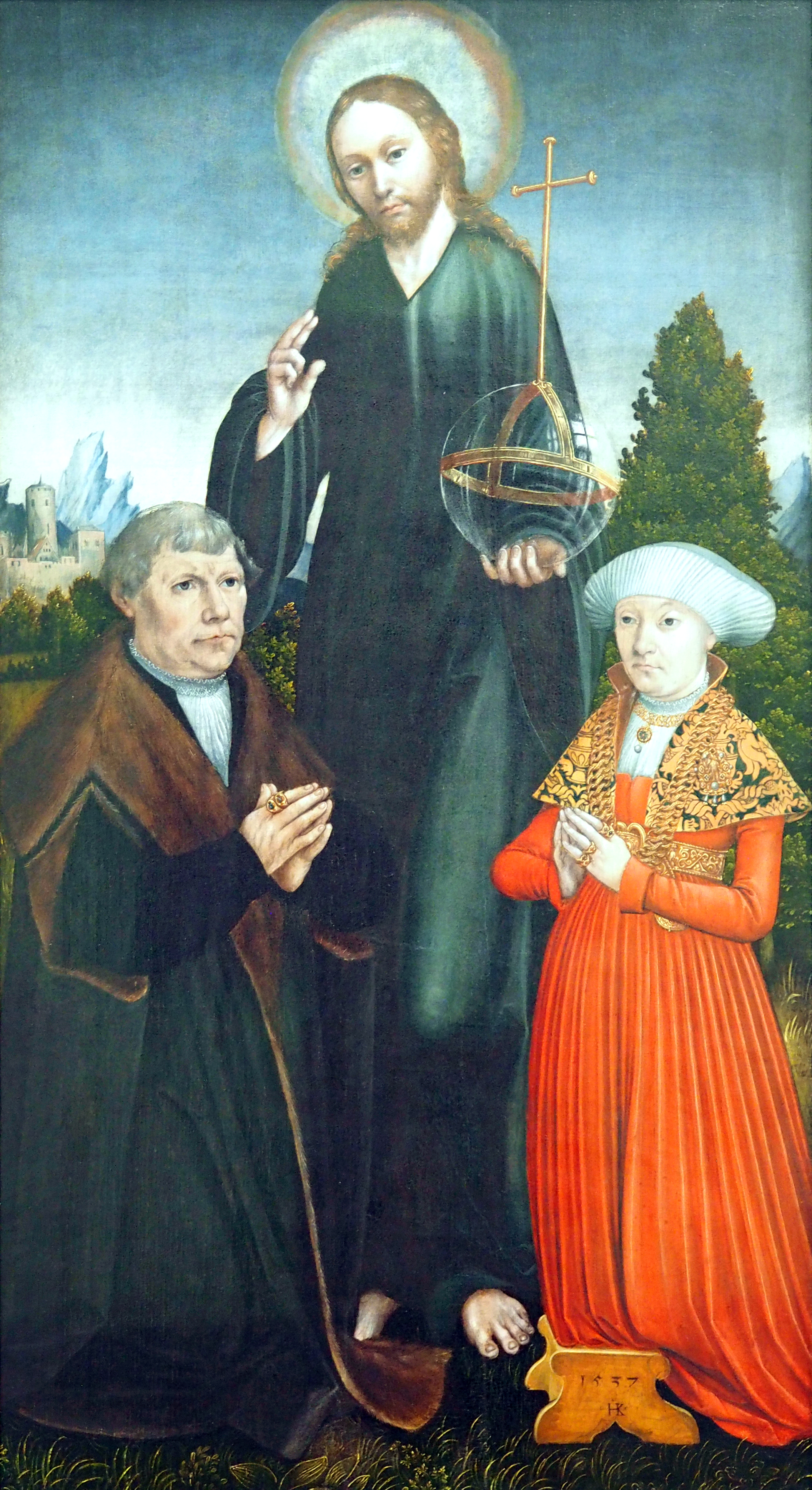
Das Ehepaar Elisabeth und Karsten Timmermann knien vor Jesus als Salvator mundi, von Hans Kemmer (1537)

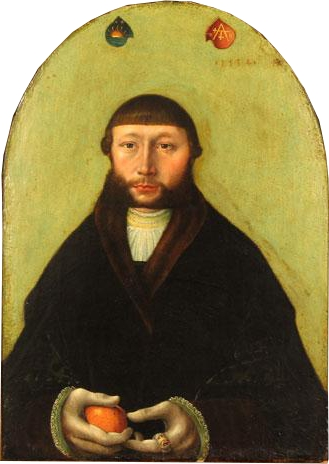
Hans Kemmer: Porträt des Lübecker Kaufmanns Hans Sonnenschein, 1534

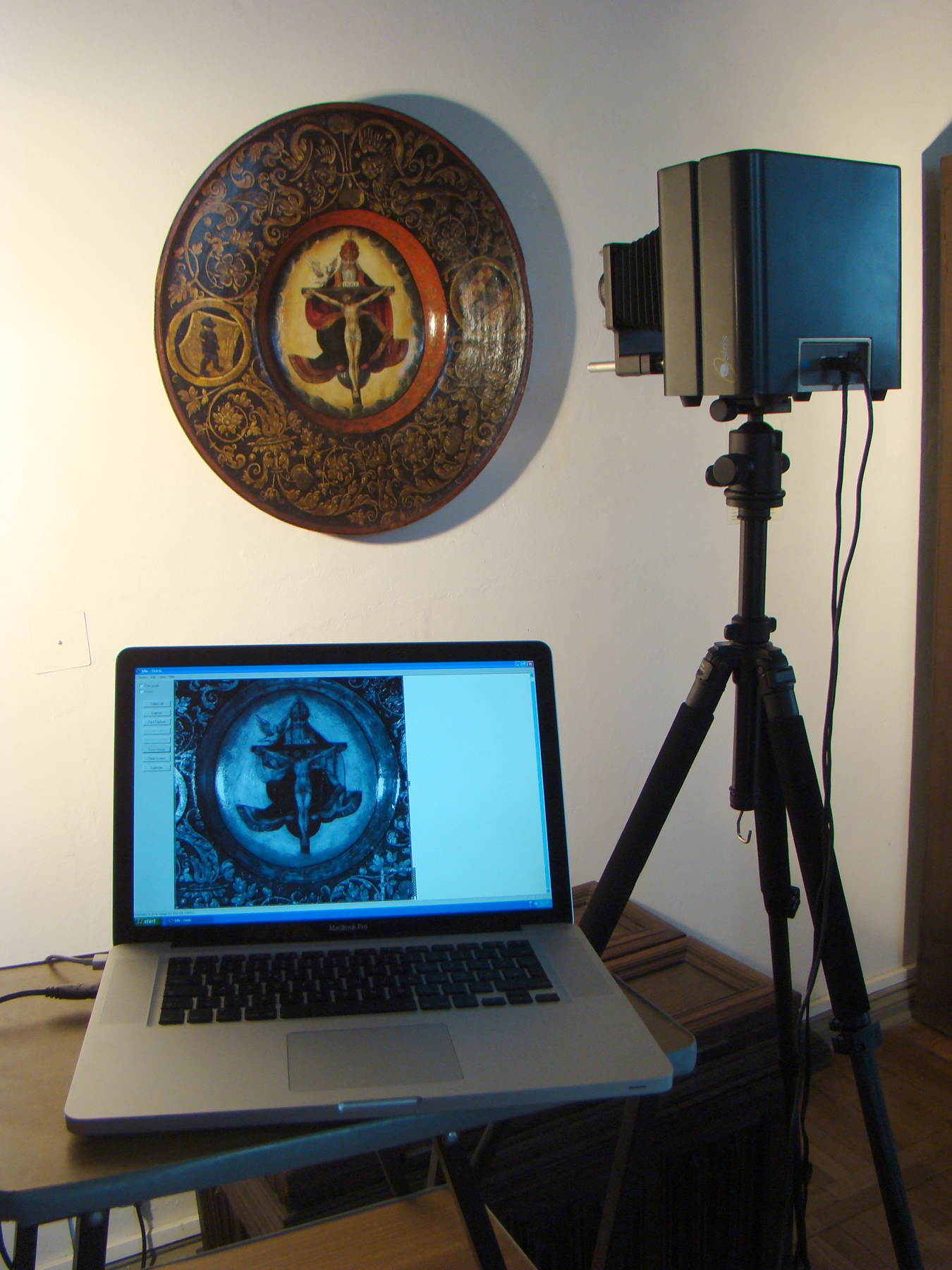
Infrarot-Reflektografie einer bemalten Hochzeitsschüssel für den Lübecker Ratsherrn Karsten Timmermann und seine Frau im Museum im Schloss Güstrow, bezeichnet mit „HK“ und datiert auf 1540

Hans Kemmer (* um 1495 in Lübeck; † 2. August 1561 ebd.), auch Johann Kemmer genannt, war ein deutscher Maler der Renaissance.

## Leben
Hans Kemmer genoss vermutlich seine erste Ausbildung in seinem Heimatstadt Lübeck, ehe er als Geselle und Schüler um 1515–1520 in der Wittenberger Werkstatt Lucas Cranachs des Älteren tätig war. Durch Vergleiche einzelner Werke der Cranach-Werkstatt mit Kemmers späteren Lübecker Werken konnte ihm Gunnar Heydenreich die Mitarbeit bzw. maßgebliche Arbeit an mehreren aus der Zeit von Kemmers Aufenthalt in Wittenberg stammenden Tafeln zuschreiben. Dabei handelte es sich einerseits um Kopien von bei den Kunden beliebten Motiven Cranachs, teilweise um Teilleistungen wie die Gestaltung prächtiger Stoffe und Schmuck.
Im Lübecker Niederstadtbuch ist er erstmals am 25. Mai 1520 erwähnt. Spätestens im September 1521 heiratete er Anneke, die Witwe des im August 1521 verstorbenen Lübecker Malers Hermann Wickhorst, dessen Werkstatt er übernahm. Sie brachte zwei Töchter in die Ehe. Über zwei 1536 bzw. 1540 gestorbene Kinder hinaus sind keine Nachkommen aus dieser Ehe bekannt.
Am 5. Oktober 1522 ist Kemmer als Mitglied des Maleramts nachgewiesen, als die Testamentsvollstreckern des im Jahr 1520 verstorbenen Bergenfahrers Tideke Roleves bei ihm einen Flügelaltar in Auftrag gaben. Für das gesamte Retabel, das auch Schnitzarbeiten enthalten sollte, von denen nicht klar ist, ob diese von Kemmer selbst geschaffen wurden oder ob dieser sie nur den Goldgrund und die Fassung herstellte, sollte Kemmer 190 lübsche Mark erhalten. Den anvisierten Termin der Fertigstellung am 24. Juni 1523 konnte Kemmer nicht einhalten. Erst am 6. März 1524 wurde das Retabel aufgestellt und Kemmer erhielt die letzte Rate seines Lohns. Dieser Olavs- oder Bergenfahreraltar, das erste von Kemmer bekannte und mit Johannes Kemmer signierte Werk, verbrannte beim Luftangriff auf Lübeck am 29. März 1942 in der Marienkirche.
Zur Zeit dieses ersten belegten Auftrags war der Lübecker Kunstmarkt noch in voller Blüte. Kemmer verdiente offensichtlich gut und erwarb schon 1528 das Haus Königstraße 34. Zwei seiner sakralen Kunstwerke, Altäre aus dieser Zeit, befinden sich in der Sammlung des St.-Annen-Museums in Lübeck.
Mit der 1530 in Lübeck eingeführten Reformation gingen die Aufträge für Kunstwerke dieser Art zurück. Kemmer dagegen malte schon im selben Jahr im Auftrag des Kaufmanns Johann Wigerinck mit Christus und die Ehebrecherin ein evangelisches Programmbild. Zudem stellte er sich erfolgreich auf die Porträtmalerei um. Vornehmste Lübecker Familien gehörten zu seinen Auftraggebern. So werden ihm auch mehrere Porträts Lübecker Bürgermeister in der Bürgermeistergalerie im Rathaus zugeschrieben. 
Er wurde mehrfach Ältermann des Glaser- und Maleramtes und signierte mit „HK“. Nach dem Tod seiner ersten Frau heiratete er 1543 Margarete Berndes.
Kemmer wurde in der Katharinenkirche begraben. Seine Stieftochter Elsabe Wickhorst heiratete den Drucker Johann Balhorn den Älteren und wurde die Mutter von Johann Balhorn dem Jüngeren.

## Werke

### Museumsbesitz
- St. Annen Museum, Lübeck
  - Christus und die Ehebrecherin (1530)
  - Liebesgabe (um 1530) für den Kaufmann Johann Wigerinck,[7] ersteigert 2018 bei Sotheby’s[8]
  - Porträt des Kaufmanns Hans Sonnenschein (1534)
  - Christus und die Ehebrecherin (1535)
  - Porträt einer unbekannten Dame (1543)
  - Porträt eines unbekannten Gelehrten
  - Votivtafel für Heinrich Gerdes (1544)
  - Hermann Bonnus auf dem Totenbett (1548)
  - Votivtafel für den Ratsherrn Lambert Wickinghof (1552)
- Staatliches Museum Schwerin, Außenstelle Schloss Güstrow
  - Hochzeitsschüssel mit Gnadenstuhl (signiert HK, datiert 1540)
- Museum der bildenden Künste, Leipzig
- Niedersächsische Landesgalerie, Hannover
  - Salvator Mundi, Votivtafel für Elisabeth und Karsten Timmermann (1537)
- Museen der Stadt Regensburg
  - Gesetz und Gnade (um 1540)
- Nationalmuseum Warschau
  - Anbetung der Könige
- Sörmlands Museum, Nyköping
  - Passionstriptychon des Gotthard von Höveln (um 1540)

### In Kirchen
- Retabel in der Kirche Bärbo, Gemeinde Nyköping, Södermanland, Schweden

### Verloren
- Der auch Olavsaltar genannte Altarschrein in der Bergenfahrerkapelle der Lübecker Marienkirche soll wie folgt ausgesehen haben: Das Hauptstück zeigte ein geschnitztes Bildwerk der heiligen Familie; die Innenseite eines Flügels war ebenfalls als Schnitzwerk ausgeführt und zeigte drei Einzelfiguren (Rochus, Antonius und Sebastian). Die Tafel war in zwei Reihen mit Statuetten der zwölf Apostel eingefasst. Von diesen Schnitzarbeiten waren schon im 19. Jahrhundert nur noch Reste erhalten, nur drei 1,56 m hohe und 1,4 m breite Gemäldetafeln von Kemmer befanden sich noch in der Kapelle. Ein ursprünglicher Innenflügel zeigte ein Gemälde der Kreuzabnahme. Bei geschlossenem Schrein standen sich die Gemälde des von den Evangelisten Johannes und Matthäus gerahmten Heiligen Olavs und der drei heiligen Jungfrauen Barbara, Katharina und Dorothea gegenüber.[9][10] Das Werk verbrannte am 28./29. März 1942 beim Luftangriff auf Lübeck.

## Ausstellung
- 2021/22: Cranach - Kemmer - Lübeck. Meistermaler zwischen Renaissance und Reformation, St. Annen-Museum Lübeck[11]